# Félix Cellerier
Pour les articles homonymes, voir Félix.
Félix Cellerier, dit Félix, est un acteur français né à Alexandrie en Italie le 18 septembre 1807 et mort à Paris 9e le 11 octobre 1870.

## Biographie
Né en Italie de père français et de mère italienne, ses parents l'avaient d'abord destiné à devenir prêtre. On ne sait pas ce qui le poussa vers le théâtre, ni quels y ont été ses premiers pas.
En 1840, il débuta au Théâtre du Vaudeville, où il devait rester trente ans. Il était connu pour sa verve et sa facilité à lancer des bons mots.
En 1870, le théâtre ne lui renouvela pas son engagement. Quelques mois plus tard, il mourut des suites d'une maladie.